# Izokron-kormeghatározás
Az izokron-kormeghatározás a radiometrikus kormeghatározás egyik fajtája, ami a leányizotóp mennyiségét ugyanazon elem egy másik izotópjáéhoz hasonlítja, elkerülve ezzel a szennyeződéssel és a kezdeti anya-leány arány ismeretlenségével kapcsolatos problémákat. Az eljárással kőzetek bizonyos átalakulásainak (például a metamorfózisnak) az időpontját lehet meghatározni; meteoritok és földi kőzetek kormeghatározására egyaránt használják.

## Az izokron-kormeghatározás működése
Az eljárás lényege, hogy az izotópok mennyiségét a kőzet több, eltérő kémiai sajátságokkal rendelkező pontján is mérik, és a leányizotóp mennyiségét annak egy radioaktív bomlással nem keletkező izotópjáéhoz hasonlítják. Mivel egyazon elem izotópjai kémiai tulajdonságaikban nem térnek el, a leány és izotópja közvetlenül a kőzet átalakulásakor, és a különféle kémiai jellemzőjű részek elkülönülése után (pl. amikor a folyékony kőzet megszilárdul) mindenhol ugyanazon arányban fordul elő, az anya és a leány azonban nem. A szülő mennyiségét P-vel, a leányét D-vel, annak izotópjáét Di-vel jelölik. A különféle pontokon mért értékeket egy olyan koordináta-rendszerben ábrázolják, amelynek a vízszintes tengelye a P/Di, a függőleges tengelye a D/Di mennyiséget mutatja; az előbbiek szerint a mindjárt kőzet átalakulása után végzett mérésnél ezek a pontok egyazon vízszintes vonalra, az úgynevezett izokronra esnének.
Az idő előrehaladtával az anyaizotóp egy része elbomlik; a radioaktív bomlás sajátsága, hogy az induló mennyiség és az elbomlott mennyiség aránya nem függ az induló mennyiségtől, csak az eltelt időtől, így egy-egy mérési ponton az X tengelyen ábrázolt érték {\displaystyle {\frac {(1-r)P}{D_{i}}}}, az Y tengelyen ábrázolt érték {\displaystyle {\frac {D+rP}{D_{i}}}={\frac {r}{1-r}}{\frac {(1-r)P}{D_{i}}}+{\frac {D}{D_{i}}}} lesz valamilyen, csak az időtől függő r-re. Látható, hogy X és Y között lineáris összefüggés van, azaz a pontok akkor is egy egyenesre fognak esni, ha a kőzet átalakulása és a mérés között sok idő telt el; továbbá az egyenes meredekségéből ki lehet fejezni r-t, abból pedig az eltelt időt.

## Tulajdonságai
Az izokron-kormeghatározás nagy előnye (amellett, hogy nem kell ismerni a kezdeti anya/leány arányt), hogy nem ad hibás eredményt akkor sem, ha a kőzetbe valamikor annak átalakulása és a mérés között külső forrásból további izotópok kerültek. Ilyenkor az ábrázolt pontok lényegében véletlenszerű irányba mozdulnak el, és elenyésző annak az esélye, hogy továbbra is egy egyenesre essenek; így bár az eltelt idő nem határozható meg, de a mérést végző tudomást szerez róla, hogy az eljárás nem alkalmazható.

## Típusai
Néhány gyakran használt izokron-kormeghatározási eljárás: rubídium–stroncium, szamárium–neodímium, urán–ólom, kálium–argon.